# Anorganski spoj
Anorganski spoj obično je kemijski spoj koji nema veze ugljik-vodik, odnosno spoj koji nije organski spoj. Proučavanje anorganskih spojeva grana je kemije poznata kao anorganska kemija.
Anorganski spojevi čine većinu Zemljine kore, iako sastavi dubokog plašta ostaju aktivna područja istraživanja.
Neki jednostavni ugljikovi spojevi često se smatraju anorganskima. Primjeri uključuju: alotrope ugljika (grafit, dijamant, bukminsterfuleren itd.), ugljikov monoksid, ugljikov dioksid, karbide i sljedeće soli anorganskih aniona kao što su: karbonati, cijanidi, cijanati i tiocijanati. Mnogi od njih su normalni dijelovi uglavnom organskih sustava, uključujući organizme; opisivanje kemikalije kao anorganske ne znači nužno da se ne pojavljuje unutar živih bića.
Pretvorba amonijevog cijanata u ureu koju je izvršio Friedrich Wöhler 1828. često se navodi kao početna točka moderne organske kemije. U Wöhlerovoj eri bilo je rašireno uvjerenje da organske spojeve karakterizira vitalni duh. U nedostatku vitalizma, razlika između anorganske i organske kemije je samo semantička.